# Glenthompson
Cet article possède un paronyme, voir Glenn Thompson.
Glenthompson (274 habitants) est un hameau du comté des Grampians Sud au Victoria en Australie. Il est situé sur la "Glenelg Highway" (qui relie Ballarat à Mount Gambier) à 267 km à l'ouest de Melbourne et à 50 km au nord est de Hamilton.